# 失蹤日記
《失蹤日記》是吾妻日出夫創作的日本漫畫作品。2005年發售單行本。獲得第34屆日本漫畫家協會獎的大獎、第9屆日本新媒體動漫藝術節漫畫部門大獎、第10屆手塚治虫文化獎漫畫大獎、第37屆日本科幻大會非科幻組星雲獎，以及義大利格蘭·圭尼吉獎（Gran Guinigi）的再發現作品獎。續篇《失蹤日記2 酒精病房》於2013年出版。

## 出版書籍
| 冊數 | KADOKAWA     | KADOKAWA           |
| 冊數 | 發售日期     | ISBN               |
| ---- | ------------ | ------------------ |
| 1    | 2005年3月1日 | ISBN 9784872575330 |